# Mûre (fruit de la ronce)
Pour les articles homonymes, voir Mûre et Mûre (fruit du mûrier).

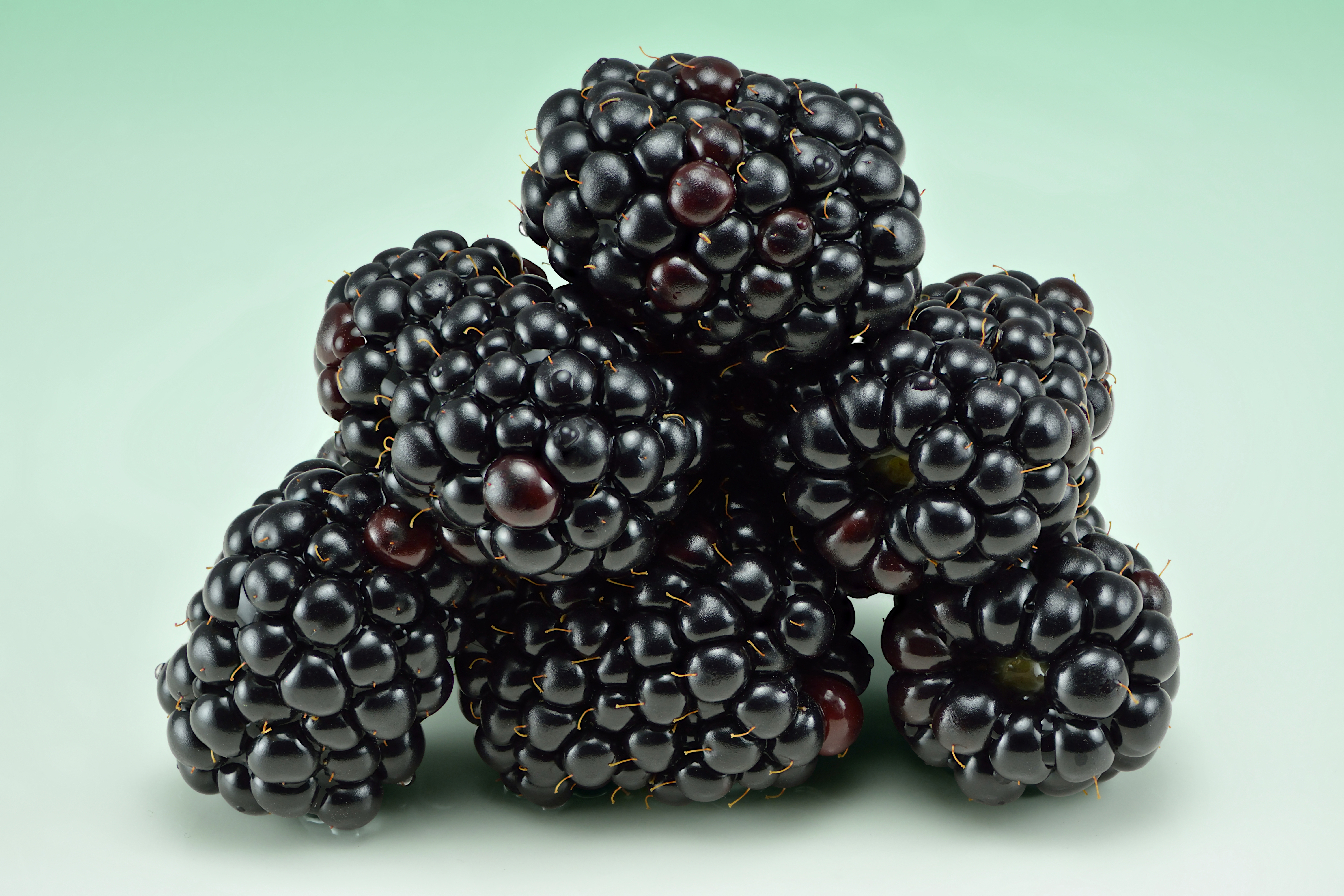
Fruits de la ronce commune.

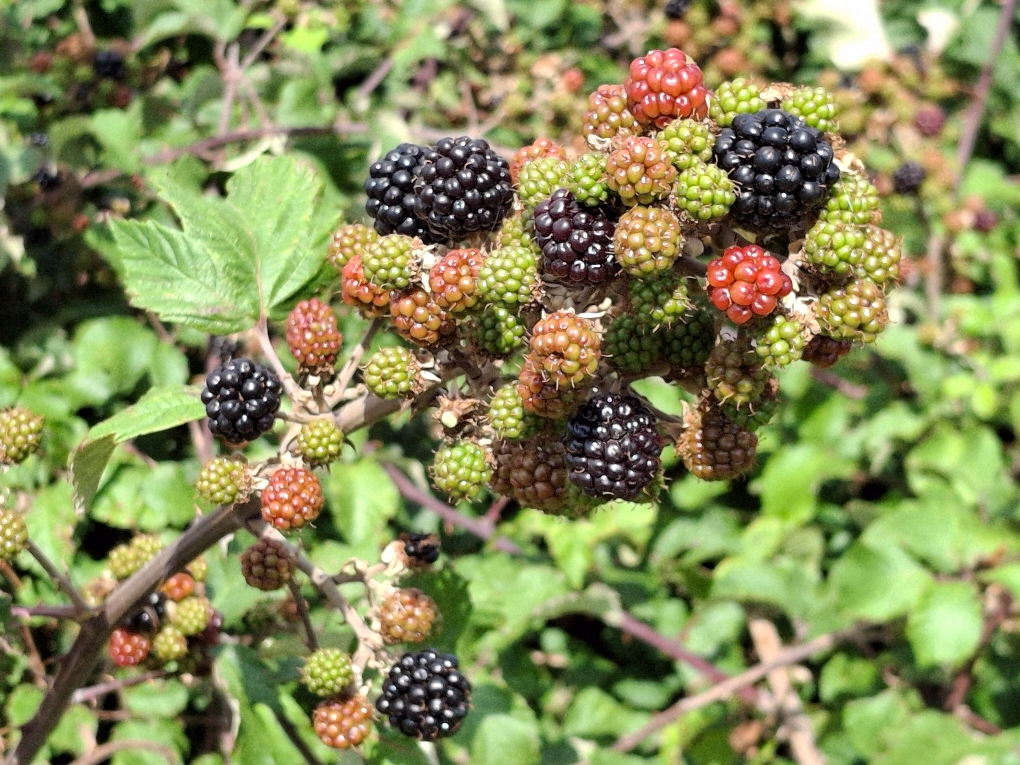
Mûres de ronce à différents stades de mûrissement, un mois d'août à Long Lawford en Angleterre.

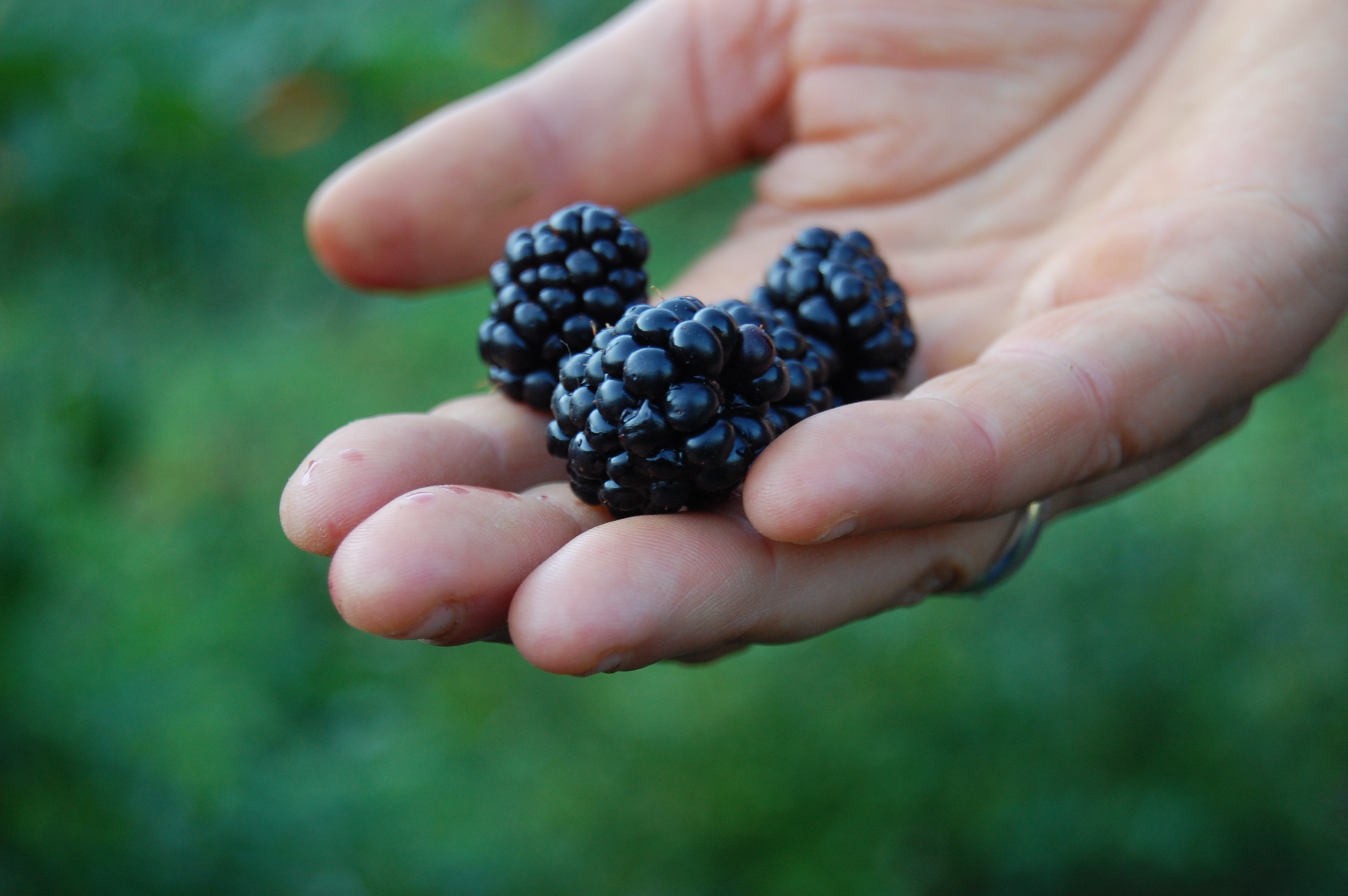
Gros plan sur quelques mûres cueillies.

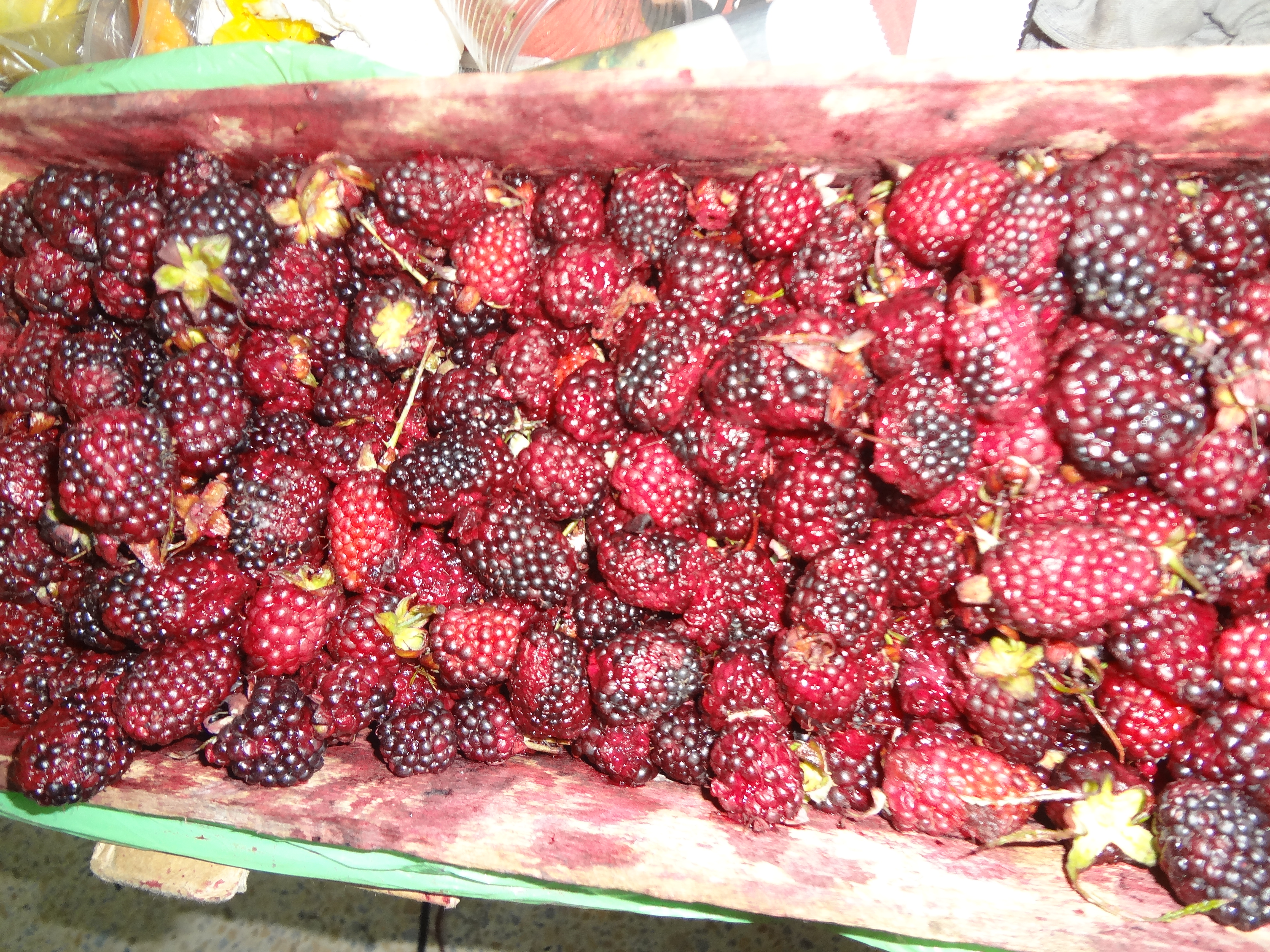
Caisse de mûres sur un marché de Quito (Amérique du Sud).

La mûre, mûre sauvage ou mûron, aussi appelé meuron en Suisse romande, en Savoie ainsi que dans les Hauts-de-France, est un fruit comestible de la ronce commune, buisson épineux très envahissant du genre Rubus, de la famille des Rosacées, comme le framboisier.
La mûre est de couleur noire bleuâtre à maturité, en général à la fin de l'été, vers septembre. Comestible, d'un goût sucré, la mûre est en réalité un faux-fruit car elle n'est pas issue du pistil de la fleur mais formée de l'agrégation des carpelles modifiées et transformées en petites drupes (drupéoles) qui restent adhérentes au réceptacle floral. Les fleurs de la mûre sauvage sont blanches ou blanc rosé, de deux à trois centimètres de diamètre, regroupées en corymbes ; elles ont cinq sépales, cinq pétales et de nombreuses étamines.

## Utilisation
La mûre de ronce ou des cultivars de Rubus est utilisée pour la confection de sirops, confitures, gelées, sorbets et autres desserts. Pour réaliser la confiture sans pépins, il est possible de passer les fruits à ébullition dans un moulin à légume à grille fine.
Le mélange appelé « fruits des bois » est généralement constitué de myrtilles, framboises, fraises des bois et mûres de ronce.
En phytothérapie traditionnelle, les feuilles séchées de la ronce sont utilisées en tisane pour soigner les inflammations de la gorge et les petites diarrhées, et pour épurer le rein des toxines[réf. nécessaire]. Mais ces différents effets thérapeutiques n'ont pas été prouvés scientifiquement.

## Calendrier
Le 9e jour du mois de thermidor du calendrier républicain / révolutionnaire français est dénommé jour de la « mûre », généralement chaque 27 juillet du calendrier grégorien.